# جاسینتو کانویت
جاسینتو کانویت گارسیا (به اسپانیایی: Jacinto Convit García)،(زاده ۱۱ سپتامبر ۱۹۱۳ - درگدشته ۱۲ مه ۲۰۱۴) پزشک و دانشمند ونزوئلایی بود؛ که به خاطر توسعه واکسنی برای مبارزه با جذام و پژوهش‌هایش برای معالجه انواع سرطان شناخته شده است. او نقش مهمی در تأسیس مؤسسه ملی بیومدیکال ونزوئلا داشت و شغل‌های زیادی مربوط به جذام داشت. از بین افتخارات بسیار کنویت به خاطر کارش روی جذام و بیماریهای گرمسیری گرفتن جایزه شاهزاده آستوریاس اسپانیا در رده تحقیقات علمی و تکنیکی و مدال لژیون دونور فرانسه بود. در سال ۱۹۸۸، به خاطر واکسن ضد-جذام تجربی‌اش از سوی دولت ونزولا برای جایزه نوبل فیزیولوژی و پزشکی معرفی شد اما موفق به دریافت جایزه نگردید. این واکسن به صورت مخلوط با واکسن ب‌ث‌ژ آزمایش شد، اما اثر آن بیش از واکسن واکسن ب‌ث‌ژ به تنهایی نبود.